# 大阪府道20号枚方富田林泉佐野線
大阪府道20号枚方富田林泉佐野線（おおさかふどう20ごう ひらかたとんだばやしいずみさのせん）は、大阪府枚方市から同府泉佐野市に至る主要地方道（大阪府道）である。

## 概要
現道部のほとんどが国道170号の旧道及び国道168号と重複して指定されており、「府道20号」として単独で指定されているのは、全区間のうちのわずか1割足らずの区間のみに過ぎない。寝屋川市と四條畷市内には現道とバイパスとが存在するが、現道部分は車輛同士の擦れ違いが難しい狭隘な箇所も存在する。

### 路線データ
- 起点：大阪府枚方市新町1丁目（関西医大病院前交差点、大阪府道13号京都守口線交点）
- 終点：大阪府泉佐野市下瓦屋（井原の里駅下り交差点、大阪府道29号大阪臨海線・大阪府道63号泉佐野岩出線・大阪府道204号堺阪南線交点）。

## 歴史
- 1954年（昭和29年）
  - 1月20日 - 建設省（現・国土交通省）が主要地方道枚方富田林泉佐野線を指定[1]。
  - 6月10日 - 大阪府が路線認定。
- 1963年（昭和38年）4月1日 - 北河内郡四條畷町（当時）東中野～河内長野市本町七つ辻が二級国道170号高槻橋本線へ昇格、重複区間に。
- 1965年（昭和40年）4月1日 - 二級国道170号高槻橋本線が一般国道170号へ改称。
- 1982年（昭和57年）4月1日 - 主要地方道枚方大和高田線との重複区間のうち枚方市東田宮～交野市私部西が一般国道168号へ昇格、河内長野市本町七つ辻～泉佐野市上瓦屋が一般国道170号へ昇格。一般国道との重複区間が65km以上となる。

## 路線状況

### 重複区間
- 国道168号（枚方市東田宮・天の川交差点 - 交野市私部西・逢合橋東交差点）
- 国道163号（四條畷市清瀧・中野ランプ北・南交差点 - 四條畷市中野・東中野交差点）
- 国道170号（四條畷市・東中野交差点 - 泉佐野市・上瓦屋交差点）
- 国道25号・国道165号（柏原市上市・安堂交差点 - 柏原市大正・柏原駅下り交差点）
- 国道310号（河内長野市菊水町 - 河内長野市本町七つ辻）
- 国道480号（和泉市仏並町・槇尾中学校前交差点 - 和泉市大野町）

### 通称
- 東高野街道
- 磐船街道
- ヒラトン
- 枚富線
- 打上バイパス
- 旧外

## 地理

### 通過する自治体
- 大阪府
  - 枚方市 -  交野市 -  寝屋川市 - 四條畷市 - 〔大東市 - 東大阪市 - 八尾市 - 柏原市 - 藤井寺市 - 羽曳野市 - 富田林市 - 河内長野市 - 和泉市 - 岸和田市 - 貝塚市 - 泉南郡熊取町（国道との重複区間）〕 - 泉佐野市

### 交差する道路
国道163号・国道170号重複区間（四條畷市清瀧・中野ランプ北交差点から泉佐野市上瓦屋・上瓦屋交差点）は府道は省略し、国道の交差のみの記載

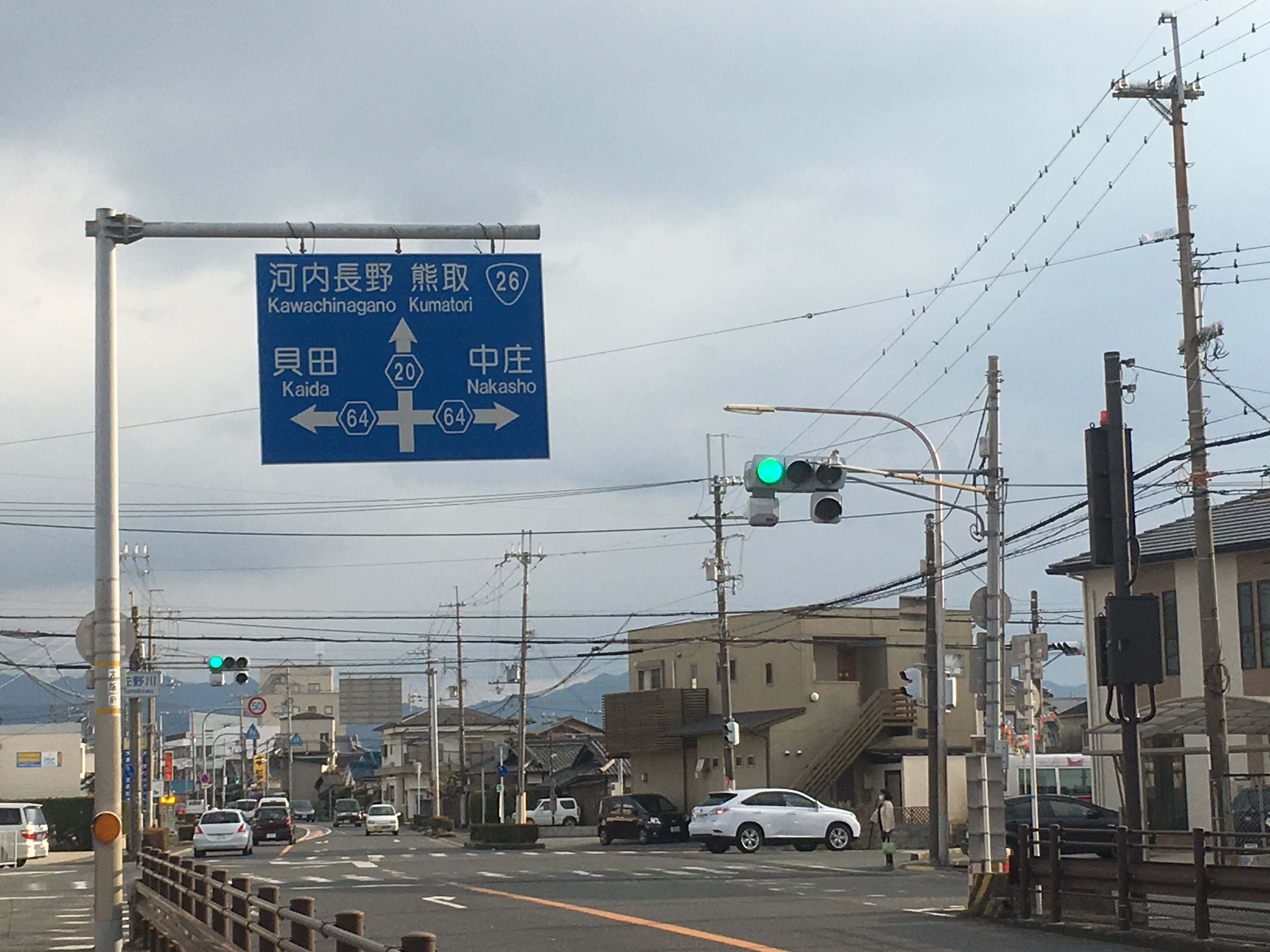
大阪府道20号枚方富田林泉佐野線
（大阪府泉佐野市下瓦屋、佐野川交差点）

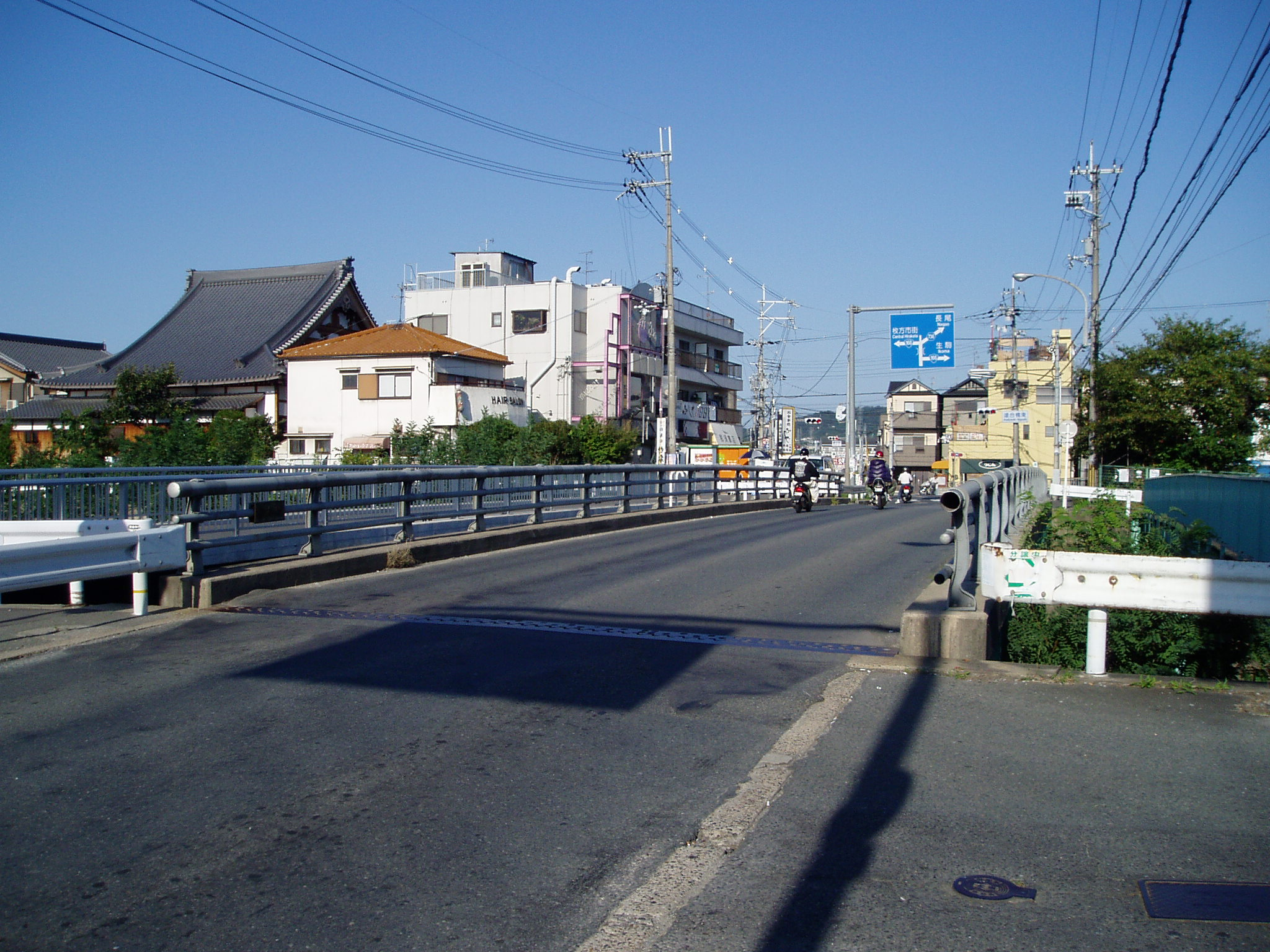
逢合橋西交差点付近から東方向を撮影。

- 大阪府道13号京都守口線（枚方市新町1丁目・関西医大病院前交差点、起点）
- 大阪府道139号枚方茨木線（枚方市大垣内町・禁野橋西（きんやばしにし）交差点）
- 国道1号・国道168号（枚方市東田宮・天の川交差点）
- 大阪府道7号枚方大和郡山線（枚方市村野西町）
- 大阪府道18号枚方交野寝屋川線（交野市梅が枝・新天野川橋交差点）
- 国道168号（交野市私部西・逢合橋東交差点）
- 大阪府道148号木屋交野線（交野市私部西・逢合橋西交差点）
- 国道168号（天の川バイパス）（交野市私部西）（※中央分離帯で分断され、直進不可）
- 国道1号（第二京阪道路）（枚方市茄子作南町）
- 大阪府道736号交野久御山線（交野市星田北・神出来（かんでら）交差点）
- 大阪府道154号私市太秦線・大阪府道157号星田停車場線（交野市星田・星田交差点）
- 大阪府道154号私市太秦線（交野市星田・大谷橋交差点）
- 国道1号（第二京阪道路）・大阪府道18号枚方交野寝屋川線（打上新町交差点）
- 国道163号（四條畷市清瀧・中野ランプ北・南交差点）ここから国道163号と重複
- 国道163号・国道170号（四條畷市中野・東中野交差点）ここから国道170号と重複
- 国道308号（東大阪市西石切町）
- 国道308号・大阪府道702号大阪枚岡奈良線（東大阪市新町）
- 国道25号（柏原市上市・安堂交差点）
- 国道25号（柏原市大正・柏原駅下り交差点）
- 国道170号（羽曳野市誉田）
- 国道166号（羽曳野市白鳥）
- 国道309号（富田林市甲田）
- 国道310号（河内長野市菊水町）
- 国道310号・国道371号（河内長野市西代町）
- 国道170号 外環状線（河内長野市野作町）
- 国道371号（河内長野市上原町）
- 国道170号 外環状線（和泉市福瀬町）
- 国道480号（和泉市仏並町）
- 国道170号 外環状線（和泉市仏並町）
- 国道480号（和泉市大野町）
- 国道170号 外環状線（岸和田市内畑町）
- 国道170号 外環状線（岸和田市内畑町）
- 国道170号 外環状線（泉南郡熊取町紺屋）
- 国道26号・国道170号（泉佐野市上瓦屋・上瓦屋交差点）ここまで国道170号と重複
- 大阪府道64号和歌山貝塚線（泉佐野市上瓦屋・佐野川交差点）
- 大阪府道63号泉佐野岩出線・大阪府道29号大阪臨海線・大阪府道204号堺阪南線（泉佐野市下瓦屋・井原の里駅下り交差点、終点）